# Kávos (Corfou)
Kávos (grec moderne : Κάβος) est une localité située dans le dème de Corfou-Sud, dans le district régional de Corfou, dans la périphérie des Îles Ioniennes, en Grèce.
Selon le recensement de 2021, elle compte 643 habitants.